# Edsel Ranger
Der Edsel Ranger war ein PKW der oberen Mittelklasse, den Ford in Dearborn (Michigan) unter dem Markennamen Edsel in den Modelljahren 1958 bis 1960 hergestellt hat. Die Ranger entstanden auf dem kürzeren Edsel-Fahrgestell, das dieser mit seinem Schwestermodell Pacer und dem Ford Fairlane teilte.
Der Ranger stellte die einfachste Ausführung des Edsel in den ersten beiden Produktionsjahren dar. In diesen Jahren gehörte ein Cabriolet nicht zu den Aufbauvarianten, sehr wohl aber im letzten Produktionsjahr 1960.
Ranger ist einer von den zwei Edsel-Modellnamen, die später von Ford wieder für andere Modelle genutzt wurde; der andere ist der Villager.

## 1958

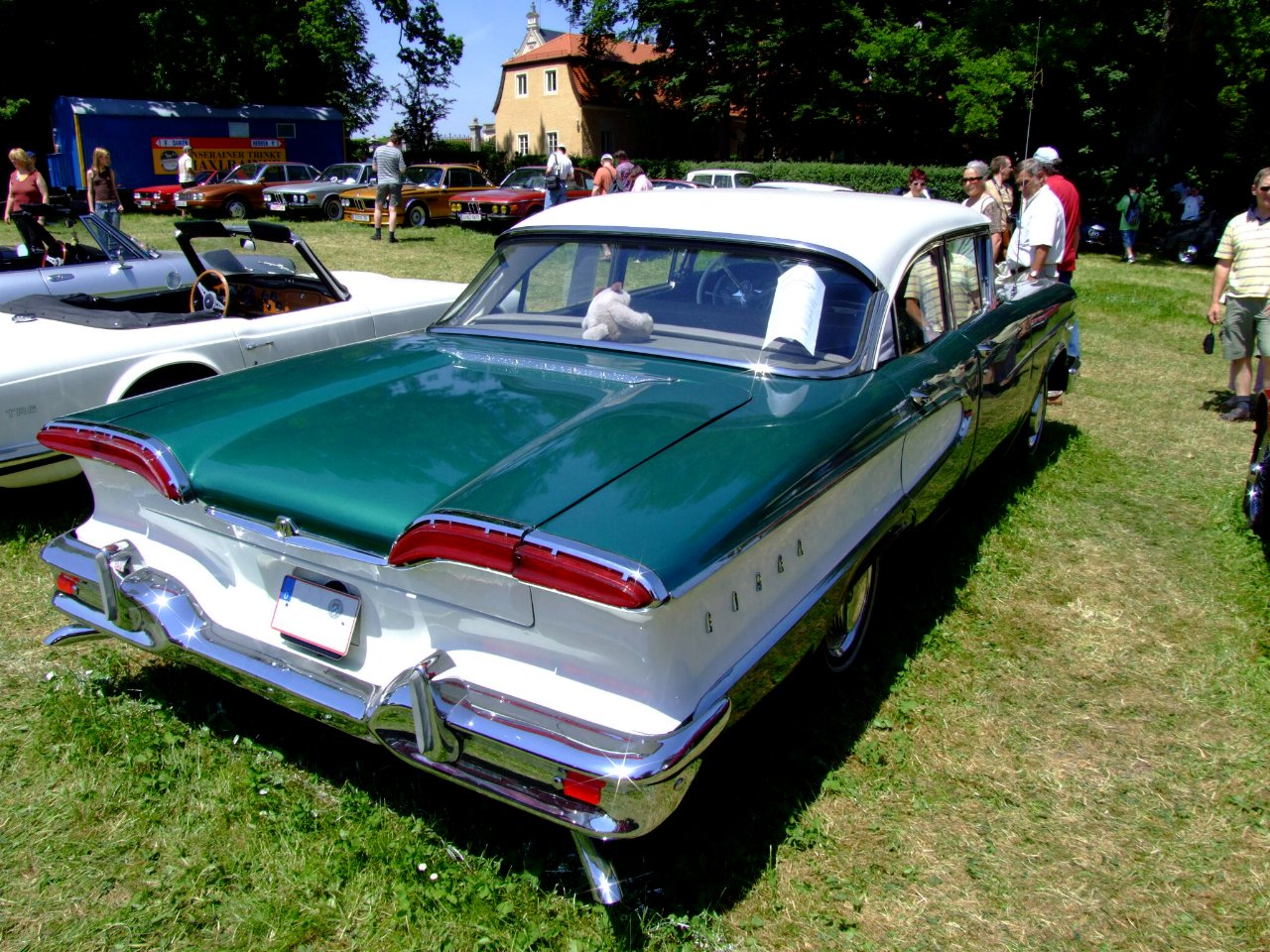
Edsel Ranger Limousine 4 Türen (1958)

Zur Grundausstattung des Ranger gehörten Armlehnen, Zigarettenanzünder, Innenspiegel, zwei Kleiderhaken und schwarze Gummifußmatten. Außen hatte der Ranger Chromverzierungen um die Einsätze der hinteren Kotflügel. Auf Wunsch gab es Zweifarbenlackierung. Der Ranger unterschied sich vom besser ausgestatteten Pacer im Wesentlichen durch die fehlenden Edelstahl-Zierteile an den vorderen Türen und Kotflügeln. Es gab anfangs auch eine sehr seltene Ausstattung mit speziellen Edelstahl-Zierteilen an den vorderen Türen nur für den Ranger, die zusammen mit den Edelstahl-Zierteilen für die Kotflügel vom Pacer angeboten wurde. Die Wagen waren mit einer Innenraumheizung ausgestattet; eine Klimaanlage konnte auf Wunsch mit dazugeliefert werden.
Der Ranger hatte ein Ford-Fahrgestell mit 2997 mm Radstand und einen V8-Motor mit 5916 cm³ Hubraum, der 303 bhp (223 kW) bei 4600 min−1 leistete. Ebenfalls gehörte ein manuelles Dreiganggetriebe zur Grundausstattung, wobei die Käufer sich auch eine dreistufige Automatik mit Wählhebel am Lenkstock oder die wärmstens angepriesene, aber störungsanfällige, Teletouch-Automatik mit Wähltasten in der Lenkradnabe entscheiden konnten.
Der Ranger wurde bei seiner Vorstellung im Herbst 1957 intensiv beworben, war aber ein Marketingflop, wie seine Schwestermodelle. 1958 entstanden 21.301 Exemplare. 4.615 Stück zweitürige Limousinen (nur aus US-Produktion) und 7.414 Stück viertürige Limousinen (6.576 aus den USA, 838 aus Kanada) standen 3.667 Hardtop-Limousinen (3.077 aus den USA, 190 aus Kanada) und 6.005 Hardtop-Coupés (5.546 aus den USA und 459 aus Kanada) gegenüber. Die Verkaufspreise lagen zwischen 2.484 US-$ und 2.643 US-$.

## 1959

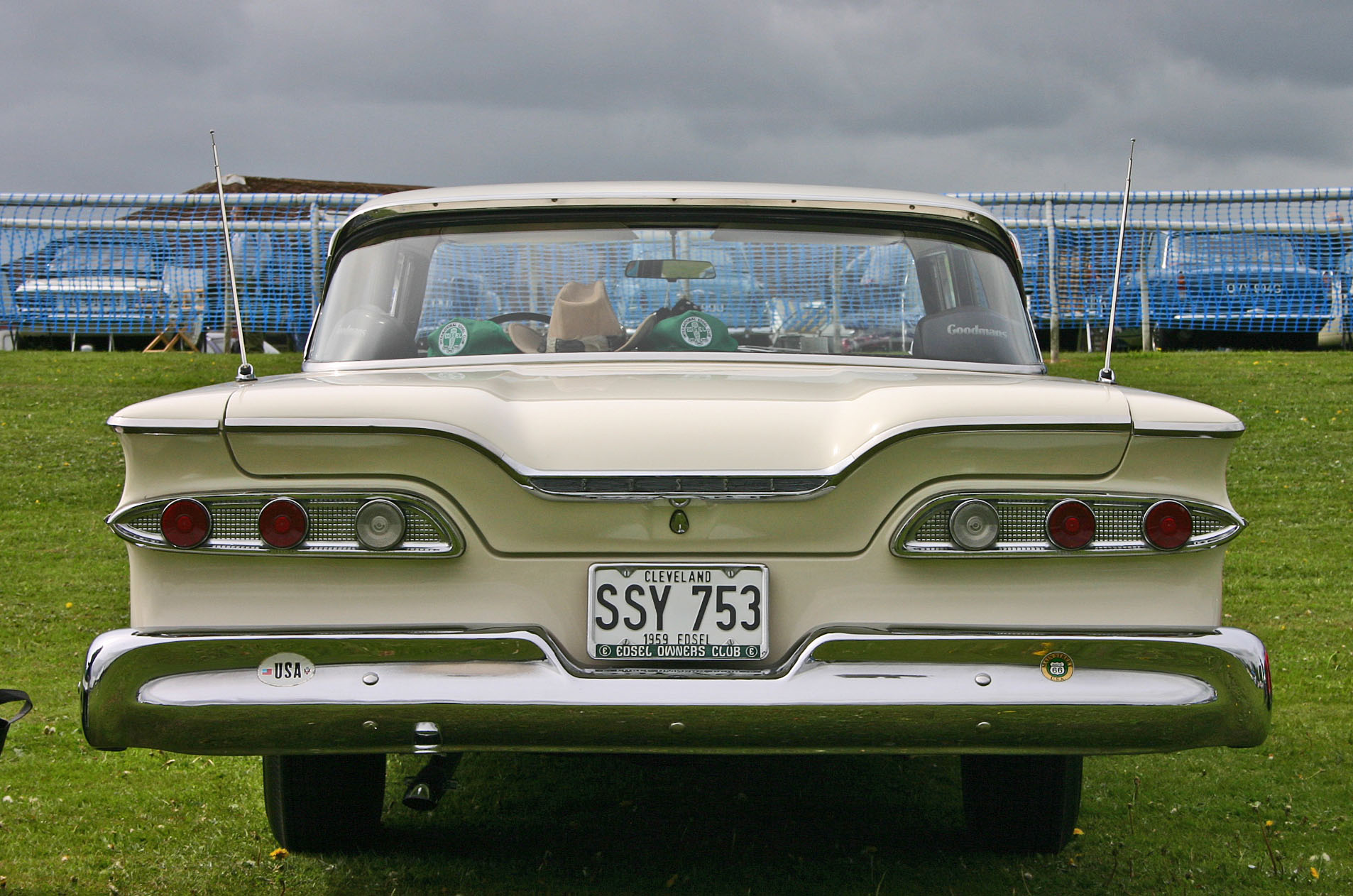
Edsel Ranger Hardtop-Coupé (1959)

1959 wurde die Edsel-Modellpalette neu geordnet, wobei der Verkaufsschlager Pacer und das Spitzenmodell Citation ebenso wegfielen wie die störungsanfällige Teletouch-Automatik.
In diesem Jahr teilten sich der Ranger und das neue Spitzenmodell Corsair ein Fahrgestell mit 3048 mm Radstand. Das Styling wurde etwas konservativer, da der mittlere Kühlergrill in Kummetform durch ein Exemplar in Wappenform mit vielen horizontalen Chromstäben ersetzt wurde. Die vier verfügbaren Karosserieformen blieben die gleichen wie im Vorjahr, ab es gab einen kleineren V8-Motor mit 4785 cm³ Hubraum und 200 bhp (147 kW) Leistung bei 4400 min−1. Als „Sparversion“ gab es – nur beim Ranger – auf Wunsch auch einen Reihensechszylindermotor mit 3654 cm³ Hubraum, der 145 bhp (107 kW) bei 4000 min−1 abgab.
In diesem Jahr entstanden 28.358 Ranger. Das waren 7.778 Limousinen mit 2 Türen (alle aus den USA), 14.063 Limousinen mit 4 Türen (12.814 aus den USA, 1.249 aus Kanada), 2.451 Hardtop-Limousinen (2.352 aus den USA, 99 aus Kanada) und 5.966 Hardtop-Coupés (5.474 aus den USA, 492 aus Kanada). Die Preise bewegten sich zwischen 2.629 US-$ und 2.756 US-$. (Die Sechszylindermodelle waren jeweils um 84 US-$ billiger).

## 1960
Der am 15. Oktober 1959 eingeführte Ranger des Modelljahres 1960 war der einzige 2- und 4-Türer, den Edsel noch anbot. Den einzig verbliebenen Kombi, den Villager, gab es mit 6 oder 9 Sitzen. Nicht nur das 1959 noch verbliebene Limousinenmodell Corsair, sondern auch das vertikale Kühlergrillelement in der Mitte verschwanden. Die 1960er-Edsel-Modelle teilten sich so viele Bleche und Ausstattungsdetails mit dem Ford Sunliner, dass man den Unterschied nur noch an Kühlergrill, Rücklichtern und Modellbezeichnungen erkennen konnte. Vom Corsair erbte der Ranger auch das Cabriolet. Die 4-türige Limousine und die beiden Hardtop-Varianten gab es jeweils in einer Standard- und einer Deluxe-Ausführung.
Am 19. November 1959 stellte Ford die Marke Edsel ein und Ende dieses Monats rollte der letzte Edsel von den Montagebändern. In diesem letzten kurzen Modelljahr entstanden 2.571 Ranger (alle in den USA). Das waren 777 Limousinen mit 2 Türen, 1.288 Limousinen mit 4 Türen, 295 Hardtop-Coupés, 135 Hardtop-Limousinen und schließlich – als rarste Ausführung – 76 Cabriolets. Die Preise lagen zwischen 2.643 US-$ und 3.000 US-$.
Wegen der geringen Fertigungszahlen in den drei Modelljahren sind alle Edsel Ranger von Sammlern gesucht. Das 1960er-Ranger-Cabriolet allerdings wird – wegen seiner oben beschriebenen Ähnlichkeit – oft vom entsprechenden Ford-Modell umgebaut.
Einen 1960er Ford Sunliner in ein 1960er Edsel Ranger Cabriolet umzubauen, ist einfach. Man muss nur einige Zierteile austauschen und die hinteren Kotflügel umbauen, was keine Schwierigkeiten macht, wenn ein anderes Edsel-Modell als Teileträger zur Verfügung steht. Edsel-Sammler sind allgemein vorsichtig, wenn 1960er Edsel angeboten werden, die „gefunden“ wurden oder zu einem geringeren als dem marktüblichen Preis angeboten werden. Käufer und Fans können aber die Fahrgestellnummer überprüfen, die zu einem Edsel aus dem November 1959 passen muss. 